# Cardioscarta sponsa
Cardioscarta sponsa är en insektsart som beskrevs av Melichar 1932. Cardioscarta sponsa ingår i släktet Cardioscarta och familjen dvärgstritar. Inga underarter finns listade i Catalogue of Life.